# 2046
Rok 2046 (MMXLVI) gregoriánského kalendáře začne v pondělí 1. ledna a skončí v pondělí 31. prosince.

## Předpokládané a naplánované události
- 6. června – 100. výročí vzniku National Basketball Association
- 21. června – 50. výročí premiéry filmu Zvoník u Matky Boží
- 15. listopadu – 50. výročí premiéry filmu Space Jam
- Budou se konat Zimní olympijské hry 2046